# زنلاگر
زنلاگر (به آلمانی: Sennelager) یک منطقهٔ مسکونی در آلمان است که در پادربورن واقع شده‌است.